# Kurt Nilsen
Kurt Erik Kleppe Nilsen (ur. 29 września 1978 w Bergen) – norweski muzyk, wokalista, autor tekstów i piosenek.
W wieku 14 lat założył z kolegami zespół o nazwie Breed, potem zmienili nazwę na Fenrik Lane. Wydali razem singel „Shoe” oraz epkę pt. Come Down Here. Po odejściu z zespołu rozpoczął karierę solową. W 2003 zwyciężył w pierwszej edycji programu Idol – Jakten på en superstjerne i uczestniczył w międzynarodowym odcinku formatu – World Idol, którego został zwycięzcą. W czerwcu 2006 wydał płytę pt. Hallelujah Live, którą nagrał z Espenem Lindem, Askilem Holmem i Alejandro Fuentesem.
Ma troje dzieci: Marte (ur. 1997), Erika (ur. 2000) i Lukasa (ur. 20 stycznia 2006). 19 lipca 2006 poślubił Kristin Halvorsen.

## Dyskografia
Albumy studyjne
| I.                                     | - Data: 4 września 2003 - Wydawca: BMG              | 1 | 51 | 69 |                           |
| A Part of Me                           | - Data: 11 sierpnia 2004 - Wydawca: RCA             | 2 | —  | —  | - NOR: platynowa płyta    |
| Push Push                              | - Data: 29 października 2007 - Wydawca: RCA         | 2 | —  | —  |                           |
| Rise To The Occasion                   | - Data: 21 kwietnia 2008 - Wydawca: RCA             | 1 | —  | —  | - NOR: platynowa płyta    |
| Have Yourself a Merry Little Christmas | - Data: 15 listopada 2010 - Wydawca: Playroom Music | 1 | —  | —  | - NOR: 5x platynowa płyta |
| Inni en god periode                    | - Data: 7 stycznia 2013 - Wydawca: Sony Music       | 1 | —  | —  |                           |
| "—" album nie był notowany.            |                                                     |   |    |    |                           |

Albumy koncertowe
| Tytuł                                                              | Dane dot. albumu                                             | Pozycja na liście |
| Tytuł                                                              | Dane dot. albumu                                             | NOR               |
| ------------------------------------------------------------------ | ------------------------------------------------------------ | ----------------- |
| Hallelujah Live (oraz Espen Lind, Alejandro Fuentes, Askil Holm)   | - Data: 12 czerwca 2006 - Wydawca: Sony BMG, Universal Music | 1                 |
| Hallelujah Live 2 (oraz Espen Lind, Alejandro Fuentes, Askil Holm) | - Data: 15 czerwca 2009 - Wydawca: Playroom Music            | 1                 |
| Kurt Nilsen Live                                                   | - Data: 14 czerwca 2013 - Wydawca: Playroom Music            | 3                 |

## Nagrody i wyróżnienia
| Rok  | Kategoria     | Tytułem         | Nagroda          | Nota      | Źródło |
| ---- | ------------- | --------------- | ---------------- | --------- | ------ |
| 2003 | Årets nykomer | I.              | Spellemannprisen | Nominacja | [ 14 ] |
| 2003 | Årets lat     | "She's So High" | Spellemannprisen | Laur      | [ 14 ] |
| 2004 | Årets hit     | "My Street"     | Spellemannprisen | Laur      | [ 14 ] |
| 2005 | Årets hit     | "Never Easy"    | Spellemannprisen | Nominacja | [ 14 ] |
| 2006 | Årets hit     | "Hallelujah"    | Spellemannprisen | Laur      | [ 14 ] |
| 2007 | Årets hit     | "Push Push"     | Spellemannprisen | Nominacja | [ 14 ] |